# Лебанон (Небраска)
Лебанон (енгл. Lebanon) град је у америчкој савезној држави Небраска.

## Демографија
По попису из 2010. године број становника је 80, што је 10 (14,3%) становника више него 2000. године.
| Група             | 2000.       | 2010.       |
| Белци             | 70 (100,0%) | 80 (100,0%) |
| Афроамериканци    | 0 (0,0%)    | 0 (0,0%)    |
| Азијати           | 0 (0,0%)    | 0 (0,0%)    |
| Хиспаноамериканци | 0 (0,0%)    | 0 (0,0%)    |
| Укупно            | 70          | 80          |